# Joan Pallarès i Batet
Joan Pallarès i Batet (l'Hospitalet de Llobregat, 26 de març de 1909 - 11 de setembre de 1936) fou un compositor de sardanes hospitalenc, assassinat tràgicament durant la guerra civil espanyola.
Pertanyia a una família profundament catòlica. De 1919 a 1923 va formar part de l'Escolania de Montserrat i després va tornar a l'Hospitalet de Llobregat, on treballava d'organista a l'Església de Santa Eulàlia de Mèrida i era director de l'Orfeó del Doctor Robert. Des del 1935 formaria part del grup "Fermesa" de la Federació de Joves Cristians de Catalunya amb mossèn Josep Maria Jané i Miró i el seu cap, Just Arús, tresorer del Centre Catòlic. Simultàniament componia sardanes per a cobla i musicà obres teatrals com La Ventafocs de Josep Maria Folch i Torres.
Va morir afusellat en una gasolinera de l'Hospitalet de Llobregat un cop començada la guerra civil.

## Obres
- Aquelles mans que es troben (sardana)
- Caragol treu banya (sardana)
- El dimoni escuat (Sardana)
- M'estimes? (sardana)
- L'esperança d'Israel (obra teatral)
- La Ventafocs de Josep M. Folch i Torres